# Le Secret de l'or
Pour les articles homonymes, voir Desert Gold.
Pour plus de détails, voir Fiche technique et Distribution.
Le Secret de l'or (titre original : Desert Gold) est un film muet américain réalisé par T. Hayes Hunter et sorti en 1919.

## Fiche technique
- Titre original : Desert Gold
- Réalisation : T. Hayes Hunter
- Scénario : Fred Myton, d'après le roman de Zane Grey
- Chef-opérateur : Abe Scholtz, Arthur L. Todd
- Durée : 110 minutes
- Date de sortie : États-Unis : 22 novembre 1919

## Distribution
- E. K. Lincoln : Dick Gale
- W. H. Bainbridge : Jim Belding
- Lawson Butt : Yaqui
- Frank Brownlee : Jonas Warren
- Jeanne Carpenter
- Edward Coxen : Capitaine George Thorne
- Beulah Dark Cloud
- Mary Jane Irving
- Frank Lanning
- Walter Long : Rojas
- Arthur Morrison : Lash
- Eileen Percy : Nell
- Russell Simpson : Ladd
- Margery Wilson : Mercedes Castenada
- Laura Winston : Mme. Belding